# Ricchi e Poveri

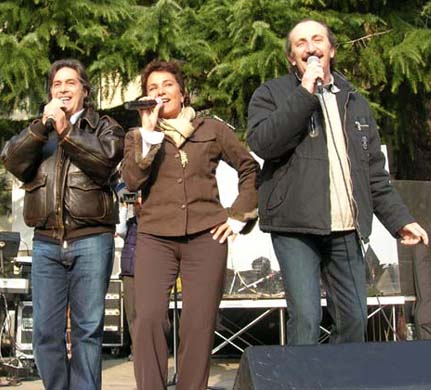
Ricchi e Poveri (2005). Van links naar rechts: Angelo Sotgiu (22-2-1946), Angela Brambati (20-10-1947), Franco Gatti (4-10-1942).

Ricchi e Poveri ("Rijken en armen") is een Italiaanse band uit Genua die in 1968 werd opgericht.

## Leden
- Franco Gatti (1968-2016, 2020-2021)(overleden 2022)
- Angela Brambati
- Angelo Sotgiu
- Marina Occhiena (1968-1981, 2020-)

## Biografie
Franco en Angelo maakten deel uit van de groep Jet, waar ook enkele leden van Matia Bazar in zaten. De groep maakte hun debuut op het festival Cantagiro met L'ultimo amore. In 1970 werden ze 2de op het San Remo Festival in koppel met Nicola di Bari (elk lied werd door twee artiesten gebracht) met het liedje La prima cosa bella. Een jaar later eindigden ze opnieuw 2de in koppel met José Feliciano en Che sarà. 
Ze vertegenwoordigden Italië op het Eurovisiesongfestival 1978 met Questo Amore en werden 12de. 
Marina verliet de groep in 1981 om een solocarrière uit te bouwen. Datzelfde jaar deden ze nog mee aan het San Remo Festival, hierop volgden hits als Mamma Maria, Voulez vous danser en Ciao Italy, ciao amore.
In 1985 wonnen ze het San Remo Festival eindelijk met Se m'innamoro. Ze namen nog verschillende malen deel en zijn nog steeds actief.
Het lied Sarà perché ti amo uit 1981 werd in hetzelfde jaar 1981 gecoverd door Guys 'n' Dolls als I Got The Fire In Me, in 2011 door Monique Smit en Tim Douwsma als Eén zomeravond met jou en in 2012 door Frank Galan als Mooier dan woorden ben jij

## Discografie
- 1976 - Un diadema di successi
- 1976 - Ricchi & Poveri
- 1976 - I musicanti Fonic Cetra
- 1980 - Come eravamo Baby Records
- 1981 - ...E penso a te Baby Records
- 1982 - Mamma Maria Baby Records [1]
- 1983 - Voulez vous danser Baby Records
- 1983 - Sarà perché ti amo Baby Records
- 1983 - Ieri & oggi Baby Records
- 1985 - Dimmi quando RCA/Baby Records
- 1987 - Cocco bello Africa Baby Records
- 1988 - Nascerà Gesù Cine Vox
- 1989 - Buona giornata e... Emi italiana
- 1994 - I grandi successi Emi italiana
- 2001/2002 - Parla col cuore Koch Records

## Deelnames aan San Remo
- 1970 - La prima cosa bella (2°)
- 1971 - Che sarà (2°)
- 1972 - Un diadema di ciliege (11°)
- 1973 - Dolce frutto (4°)
- 1976 - Due storie di musicanti (13°)
- 1981 - Sarà perché ti amo (5°)
- 1985 - Se m'innamoro (1°)
- 1987 - Canzone d'amore (7°)
- 1988 - Nascerà Gesù (9°)
- 1989 - Chi voglio sei tu (8°)
- 1990 - Buona giornata
- 1992 - Così lontani
- 2024 - Ma non tutta la vita